# Первое клиентское бюро
«Первое клиентское бюро» («ПКБ», ранее в 2005—2021 годах — «Первое коллекторское бюро») — российская компания, коллекторское агентство, специализирующееся на покупке портфелей просроченной задолженности у банков.

## История
Компания «Первое коллекторское бюро» («ПКБ») была основана в 2005 году в Хабаровске и стала пионером коллекторского бизнеса на Дальнем Востоке и в Сибири. В ноябре 2006 года компания выкупила долги банка «Хоум Кредит» на территории Дальнего Востока, Сибири и Урала.
В 2008 году «ПКБ» одним из первых вступило в Национальную ассоциацию профессиональных коллекторских агентств (НАПКА), основными задачами которой было участие в создании законодательной и нормативной базы для взыскания задолженности физических и юридических лиц, упорядочение работы коллекторских агентств, а также введение чётких нормативов и требований к компаниям, оказывающим услуги по взысканию. В 2010 году «ПКБ» участвовало в создании «Клуба продавцов и покупателей просроченной задолженности НАПКА», который объединил на своей площадке ведущие коллекторские компании и банки. В 2013 году генеральный директор «ПКБ» Павел Михмель был избран руководителем Клуба.
К 2010 году «ПКБ» стало лидером среди федеральных коллекторских агентств по региональному охвату, располагая самой крупной на российском рынке коллекторских услуг филиальной сетью, к 2012 году охватывавшей свыше 7000 населенных пунктов.
В 2014 году акционеры «ПКБ» приобрели компанию «Национальная служба взыскания», которая специализируется на взыскании проблемной задолженности по агентской схеме. Компании работали под единым брендом до 2019 года.
В 2016 году «ПКБ» одним из первых получило свидетельство о включении в реестр коллекторских агентств России от Федеральной службы судебных приставов.
На 2021 год компания имеет самую широкую филиальную сеть среди коллекторских компаний (135 офисов, 3 контактных центра), в которых работает 800 сотрудников выездного взыскания. Штат компании составляет 1700 человек.
В декабре 2021 года произошла смена названия с «Первое коллекторское бюро» на «Первое клиентское бюро» («ПКБ»).

## Руководство
«ПКБ» входит в группу FCB Group Limited, подконтрольную фондам Baring Vostok Capital Partners. Также крупным акционером компании является фонд Da Vinci Capital Management.
С 2005 по 2016 год, а также с февраля 2019 по июль 2020 года генеральным директором «ПКБ» являлся Павел Михмель.
C 1 июля 2016 по февраль 2017 года компанию возглавлял Арвидас Алутис.
С февраля 2017 по февраль 2019 года «Первое коллекторское бюро» возглавлял Максим Владимиров, выступавший фигурантом «Дела Baring Vostok». Вопросы следствия вызвала сделка по уступке кредита, который банк «Восточный» выдал «ПКБ». В октябре 2020 года банк «Восточный» и «ПКБ» достигли соглашения, в результате которого банк получил более 2,5 миллиардов рублей и отказался от гражданского иска, поданного в рамках уголовного дела, в связи с урегулированием требований банка.
С 1 июля 2020 года генеральным директором является Николай Клековкин.
В сентябре 2023 года сменилась структура собственников компании. Из её капитала вышли фонды Baring Vostok Майкла Калви и ряд других акционеров, коллекторское агентство перешло под контроль российского предпринимателя Романа Ковалева.

## Показатели деятельности

### Финансовые результаты
По результатам 2023 года выручка компании составила 12,6 млрд руб., а чистая прибыль — 6,5 млрд руб. (по стандартам МСФО)
| Год            | 2011 | 2012 | 2013 | 2014 | 2015 | 2016 | 2017 | 2018 | 2019 | 2020 | 2021 | 2022 | 2023 |
| -------------- | ---- | ---- | ---- | ---- | ---- | ---- | ---- | ---- | ---- | ---- | ---- | ---- | ---- |
| Выручка        | 1,26 | 1,49 | 1,62 | 1,82 | 2,03 | 2,61 | 2,81 | 4,94 | 6,77 | 6,56 | 7,4  | 8,29 | 12,6 |
| Чистая прибыль | 0,24 | 0,48 | 0,51 | 0,39 | 0,35 | 0,23 | 0,41 | 1,09 | 0,99 | 2,43 | 3,33 | 3,67 | 6,5  |

### Рейтинги
В 2015 году международное рейтинговое агентство Standard & Poor’s присвоило «ПКБ» долгосрочный кредитный рейтинг эмитента «В» и рейтинг по национальной шкале «ruВВВ+» c прогнозом «негативный»
В июле 2019 года S&P подтвердило долгосрочный кредитный рейтинг «ПКБ» на уровне «В-» с прогнозом «развивающийся». В апреле 2020 S&P подтвердило рейтинг на уровне «В-», изменив прогноз с «развивающегося» на «стабильный». В ноябре 2020 S&P изменило прогноз по рейтингу «ПКБ» со «стабильного» на «позитивный». В 2022 году рейтинг был отозван.
Рейтинговое агентство «Эксперт РА» присвоило НАО «Первое коллекторское бюро» в 2018 году рейтинговую оценку ruA- со стабильным прогнозом, в 2019 году рейтинг был отозван. Возобновлён в 2020 на уровне ruBBB, вновь отозван в 2021 году. Возобновлён в 2021 году для НАО «Первое коллекторское бюро» на уровне ruBBB+, подтверждён в 2022 и 2023, в 2024 году повышен до ruA-, подтверждён в 2025 году.
В феврале 2025 года рейтинговое агентство НКР присвоило НАО ПКО «ПКБ» кредитный рейтинг A.ru со стабильным прогнозом.

### Облигации
В августе 2009 года «ПКБ» впервые разместило выпуск облигаций объёмом 1 миллиард рублей.
В апреле 2015 года компания разместила облигации объёмом 1,5 миллиарда рублей.
В 2015 году ЦБ РФ включил облигации «ПКБ» в ломбардный список.
В 2016 году «ПКБ» выпустило облигации серии БО-01 сроком обращения 5 лет на сумму 1,8 миллиарда рублей.
В 2020 году Московская биржа зарегистрировала программу облигаций «ПКБ» серии 1Р-01 на 10 миллиардов рублей. В августе того же года «ПКБ» разместило биржевые облигации сроком обращения 3 года на сумму 750 миллионов рублей.
По состоянию на июль 2021 года «ПКБ» остаётся единственным долговым агентством в России, чьи облигации обращаются на Московской бирже.
В сентябре и декабре 2021 года компания провела два размещения биржевых облигаций на общую сумму 3 млрд руб.
В 2024 году "ПКБ" разместило 3 выпуска биржевых облигаций, общий объем составил 6 млрд руб.